# Lázaro Betancourt
Lázaro Betancourt (Cuba, 18 de marzo de 1963) es un atleta cubano retirado especializado en la prueba de triple salto, en la que consiguió ser subcampeón mundial en pista cubierta en 1985.

## Carrera deportiva
En los Juegos Mundiales en Pista Cubierta de 1985 ganó la medalla de plata en el triple salto, con un salto de 17.15 metros, tras el búlgaro Khristo Markov (oro con 17.22 metros) y por delante de su paisano cubano Lázaro Balcindes.
Causas del Fallecimiento
Sufrió una caída domestica en su hogar.